# Figulus tibialis
Figulus tibialis là một loài bọ cánh cứng trong họ Lucanidae. Loài này được Albers Nagel mô tả khoa học năm 1924.